# Soares da Costa
Pour les articles homonymes, voir Da Costa.
Soares da Costa est une entreprise portugaise de construction civile.